# Daïra d'Aïn Makhlouf
La daïra d'Aïn Makhlouf est une circonscription administrative algérienne située dans la wilaya de Guelma. Son chef-lieu est situé sur la commune éponyme d'Aïn Makhlouf.
La daïra regroupe les trois communes:
- Aïn Makhlouf
- Aïn Larbi
- Tamlouka